# Carlosbarbosaíta
Carlosbarbosaíta é um mineral descoberto pela primeira vez no ano de 2006 no Brasil. Sua existência e estrutura eram até então desconhecidas, fato que promoveu interesse internacional. Sua originalidade foi concedida apenas 5 anos após a descoberta.
O mineral é composto fundamentalmente por óxidos de metais como o urânio e o nióbio, também podendo conter cálcio e silício.

## Descoberta
O mineral foi decoberto no município de Jaguaraçu (Minas Gerais) numa propriedade privada em meio ao feldspato[carece de fontes?] e batizado em homenagem ao engenheiro químico e mineralogista Carlos do Prado Barbosa (* 1917 † 2003), que também foi responsável pela descoberta de outros minerais na região, como por exemplo o minasgeraisita, e do resto do Brasil (como o bahianita por exemplo).[carece de fontes?]
A primeira pessoa a entrar em contato com o mineral foi o engenheiro de minas Luiz Alberto Menezes (na época ainda doutorando da UFMG), por volta de 2006. O pesquisador vasculhava uma área de despejo de uma pedreira inativa em Jaguaraçu.
O registro de originalidade do mineral veio a ser concedido pela International Mineralogical Association (IMA) apenas 5 anos depois da descoberta.[carece de fontes?]

## Estrutura
O mineral apresenta sistema cristalino ortorrômbico. (Grupo espacial: Cmcm {C2/m 2/c 21/m}.)

### Aparência
Cristais amarelados em formato de agulha.

### Composição
A priemerio instante foi constatada a presença dos metais urânio, nióbio e cálcio. Estes por sua vez se arranjam na forma de um óxido específico. Uma análise mais profunda de duas amostras revelou a presença dos seguintes elementos: U, O, Ca, Ce, Nb, Ta, Si, Fe, Al e H, sendo que nem todos compõem a formula idealizada (UO2)2Nb2O6(OH)2•2H2O.

## Ocorrência
O carlosbarbosita é de ocorrência rara. Por enquanto foi apenas encontrado em quantidades microscópicas (seus cristais têm apenas 50x10x5 µm ou 10−6 m) em Jaguaraçu (região do Vale do Rio Doce), sua região de descobrimento.

Nesta região o mineral se encontra junto a rochas pegmatitas (que são rochas ígneas do processo de resfriamento do magma no interior da crosta terrestre). Destas rochas também é extraidas a albita, um mineral que é usado na produção de cerâmica.[carece de fontes?]